# Puceul
Puceul (bretonisch: Puñsel; Gallo: Puczoe) ist eine französische Gemeinde mit 1.124 Einwohnern (Stand: 1. Januar 2022) im Département Loire-Atlantique in der Region Pays de la Loire; sie gehört zum Arrondissement Châteaubriant-Ancenis und zum Kanton Guémené-Penfao. Die Einwohner werden Puceulois genannt.

## Geografie
Puceul liegt etwa 37 Kilometer nördlich von Nantes. Umgeben wird Puceul von den Nachbargemeinden Nozay im Norden, Abbaretz im Nordosten, Saffré im Süden und Osten, La Chevallerais im Südwesten sowie La Grigonnais im Westen.
Durch die Gemeinde führt die Route nationale 137.

## Geschichte
1949/1950 wurde die Kommune La Chevallerais aus dem Gemeindegebiet herausgelöst und eigenständig.

### Bevölkerungsentwicklung
| Jahr                       | 1962 | 1968 | 1975 | 1982 | 1990 | 1999 | 2006 | 2013 |
| Einwohner                  | 724  | 685  | 609  | 580  | 599  | 631  | 879  | 1128 |
| Quellen: Cassini und INSEE |      |      |      |      |      |      |      |      |

## Sehenswürdigkeiten
- Kirche Saint-Martin, 1885 erbaut
- Schloss Bohallard, um 1850 erbaut
- Haus Montmorency
- Herrenhaus La Savinais
- Herrenhaus La Bellière

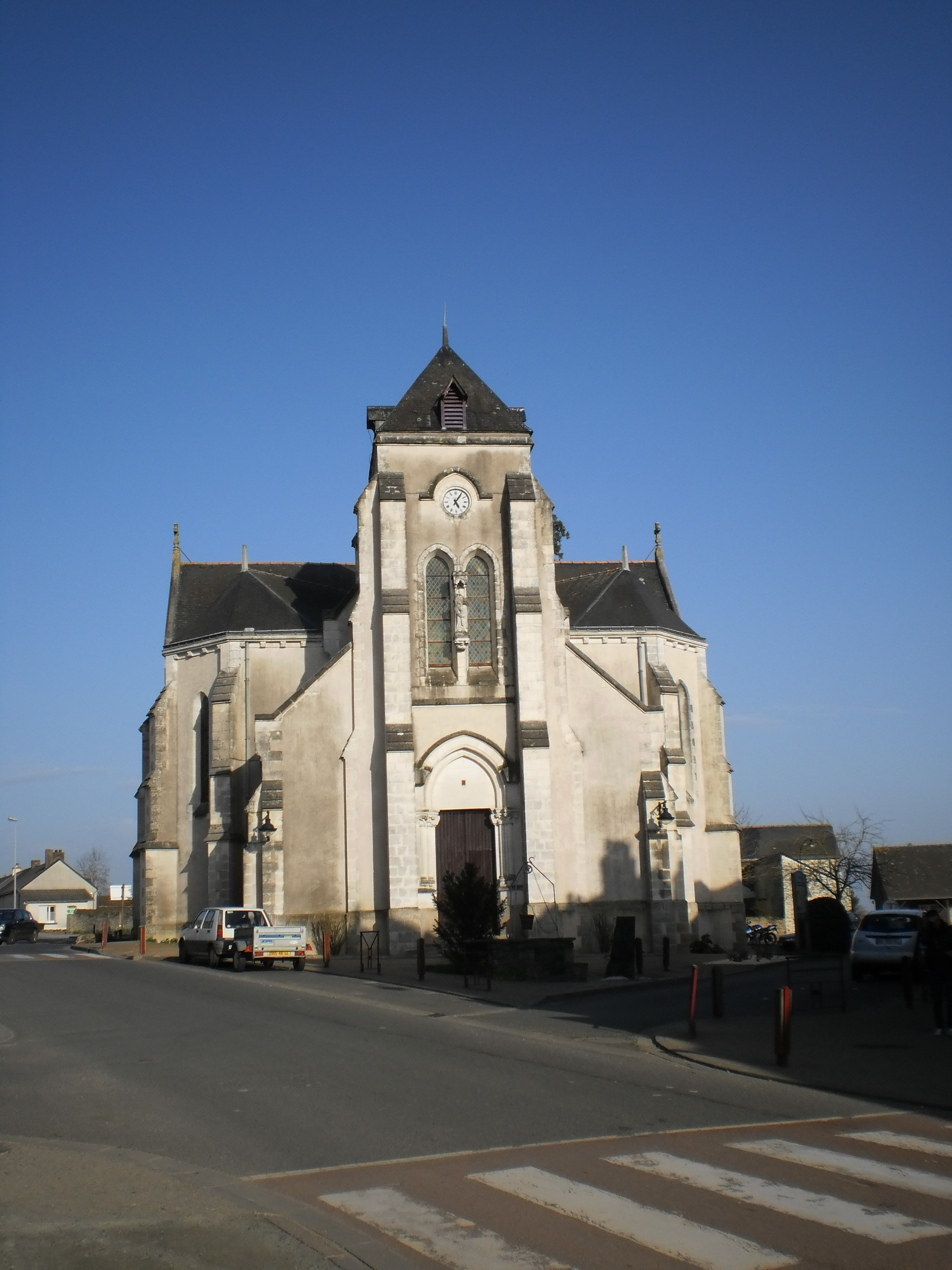
Kirche Saint-Martin
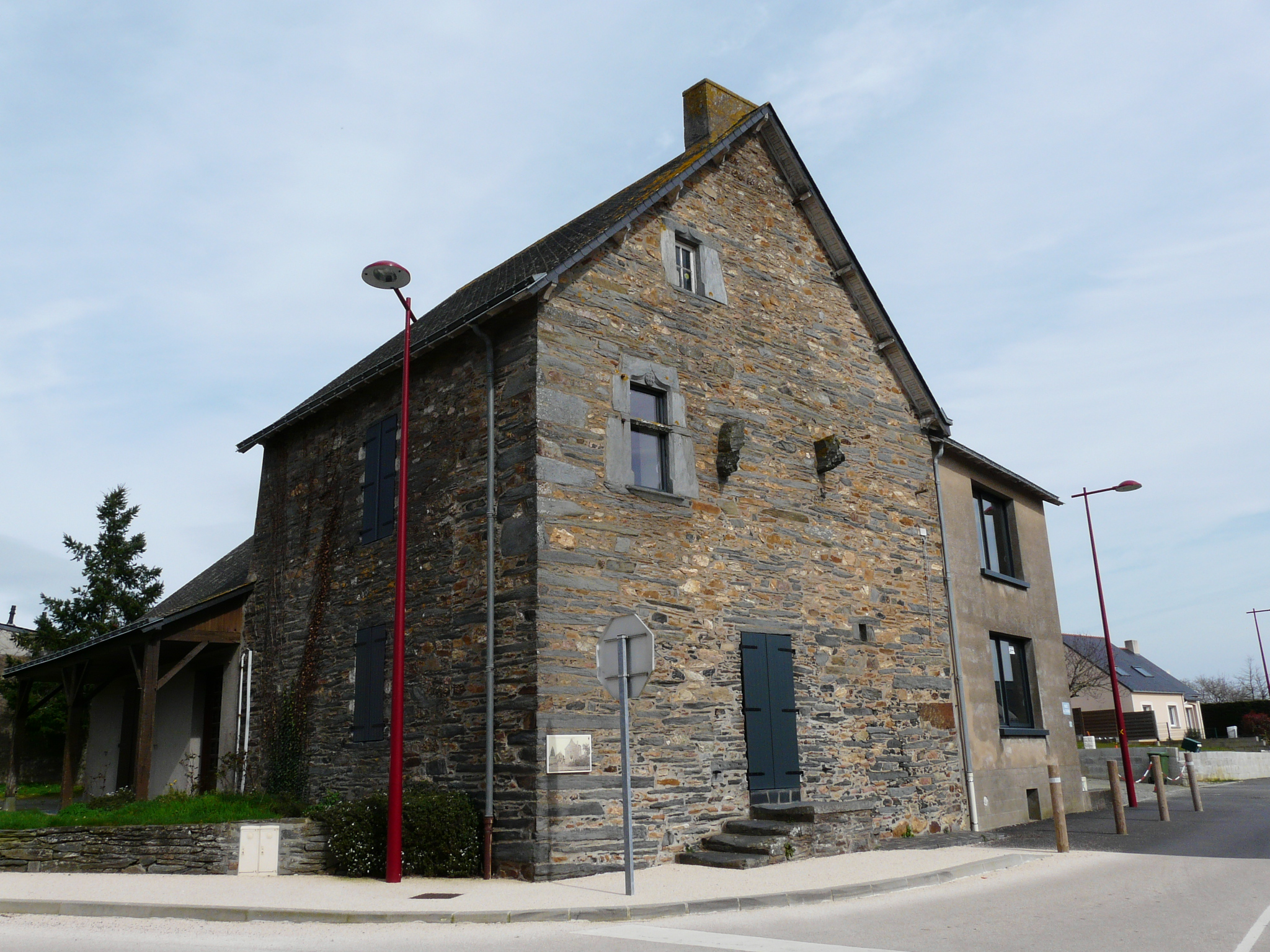
Haus Montmorency